# Héthoum II
 (novembre 2021).
Héthoum II (en arménien Հեթում Բ), né en 1266 et mort en 1307, est un roi d'Arménie de 1289 à 1293, puis de 1295 à 1296 et enfin de 1299 à 1303. Il est fils de Léon III, roi d'Arménie, et de Keran de Lampron, tous deux de la famille des Héthoumides.

## Biographie
Deux ans après son accession au trône, le sultan mamelouk Al-Ashrâf Khalil prend Saint-Jean-d'Acre, mettant définitivement fin à la présence franque en Terre sainte. L'Arménie cilicienne se retrouve seule à subir la pression turque. Héthoum doit céder les villes de Behesni, de Maraş et de Tell-Hamdoun. Le 7 janvier 1293, il abdique pour se consacrer à sa vocation religieuse, et se retire dans le monastère de Mamistra.
Mais son frère Thoros III lui demande de remonter sur le trône, afin de l'aider à renouveler l'alliance mongole. Il part à la cour de Ghazan, khan de Perse, pour lui demander protection, puis se rend avec son frère à Byzance pour marier leur sœur Rita au prince héritier Michel Paléologue. Mais deux de leurs frères, Smbat et Constantin, profitent de leur absence pour prendre le pouvoir. Héthoum et Thoros sont capturés à Césarée et jetés en prison à Partzerpert ; Thoros est assassiné en 1298. Constantin se retourne contre Smbat et le chasse d'Arménie, puis est renversé. Hétoum, libéré, remonte sur le trône.

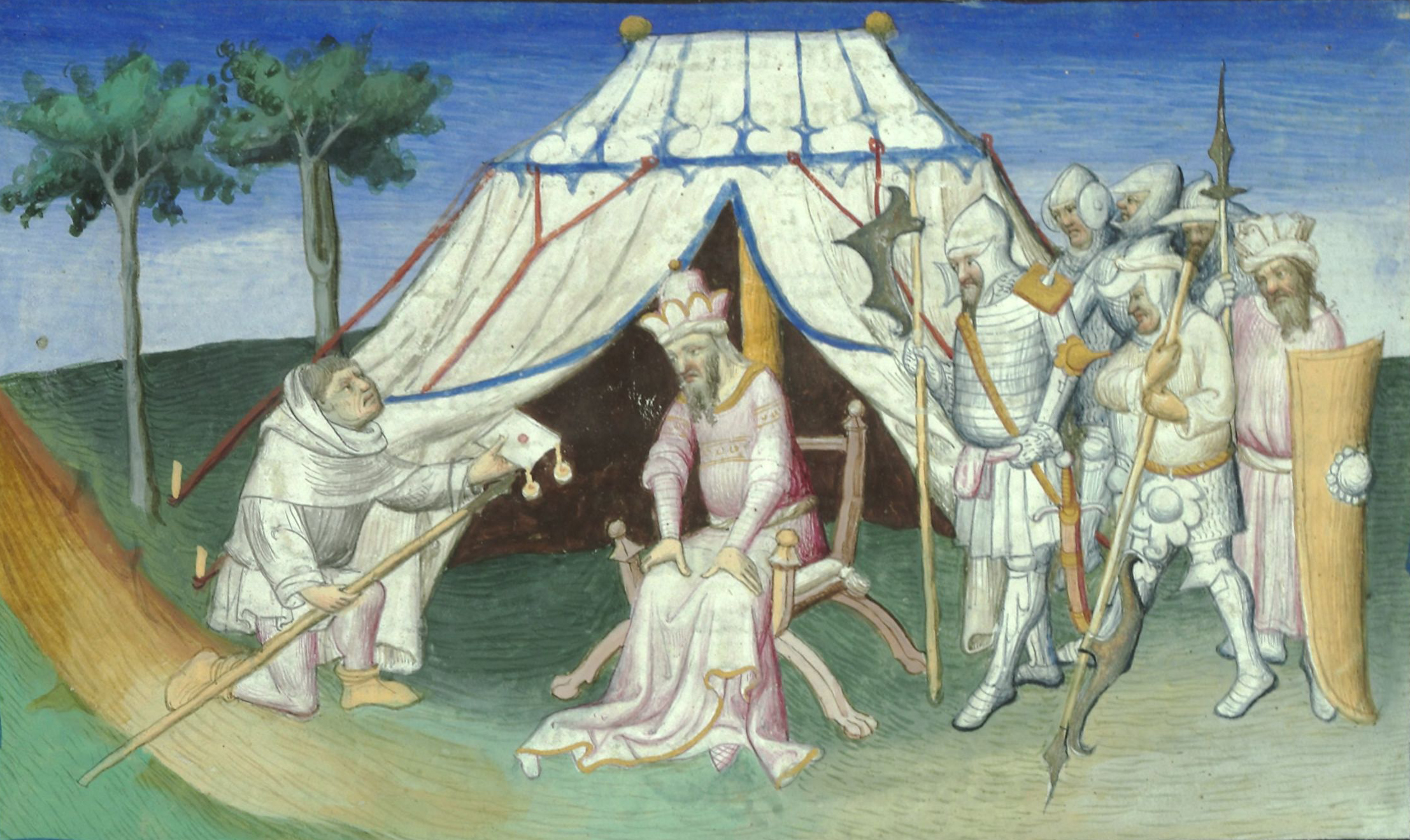
L'ilkhan Ghazan demande à Héthoum II de se joindre à l'armée mongole pour combattre les Mamelouks à Marj as-Suffer.

En 1299, les Mongols envahissent la Syrie et battent les Mamelouks à Homs, aidés par Héthoum, mais ne profitent pas de leur victoire et évacuent la Syrie sans exploiter leur succès. En 1303, les Mongols reviennent, mais sont battus à Marj as-Suffer. Héthoum abdique alors en faveur de son neveu Léon IV, le fils de Thoros, et se retire dans un monastère franciscain, mais est régulièrement sollicité de conseils par son neveu.
Entre-temps, les Mongols de Perse se convertissent à l'islam, et Héthoum et Léon sont assassinés le 17 novembre 1307 à Anazarbe par Bilarghu, officier mongol et fanatique, lui-même exécuté en conséquence par l'ilkhan Oldjaïtou.